# Avranville
Avranville település Franciaországban, Vosges megyében. Lakosainak száma 69 fő (2022. január 1.). Avranville Midrevaux, Dainville-Bertheléville, Vaudeville-le-Haut, Chermisey és Grand községekkel határos.

## Népesség
A település népességének változása:
| Lakosok száma | 78   | 71   | 77   | 70   | 70   | 69   | 69   | 70   | 69   |
|               | 2013 | 2015 | 2016 | 2017 | 2018 | 2019 | 2020 | 2021 | 2022 |